# Smântână

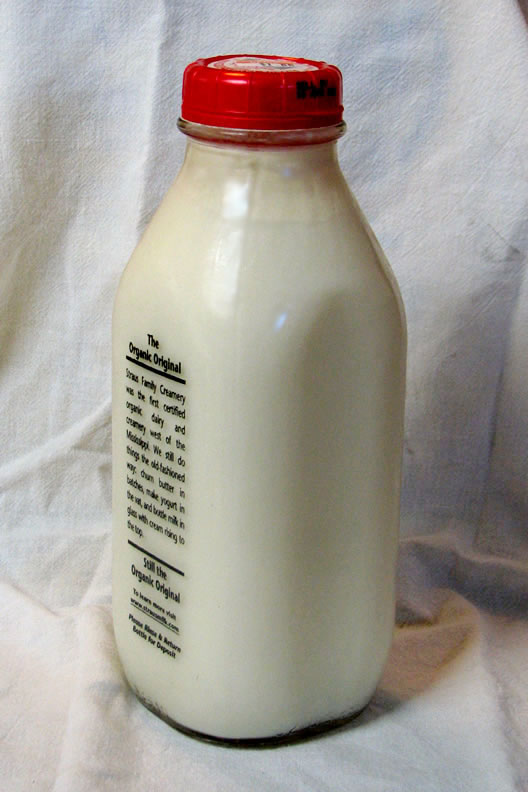
Smântână.

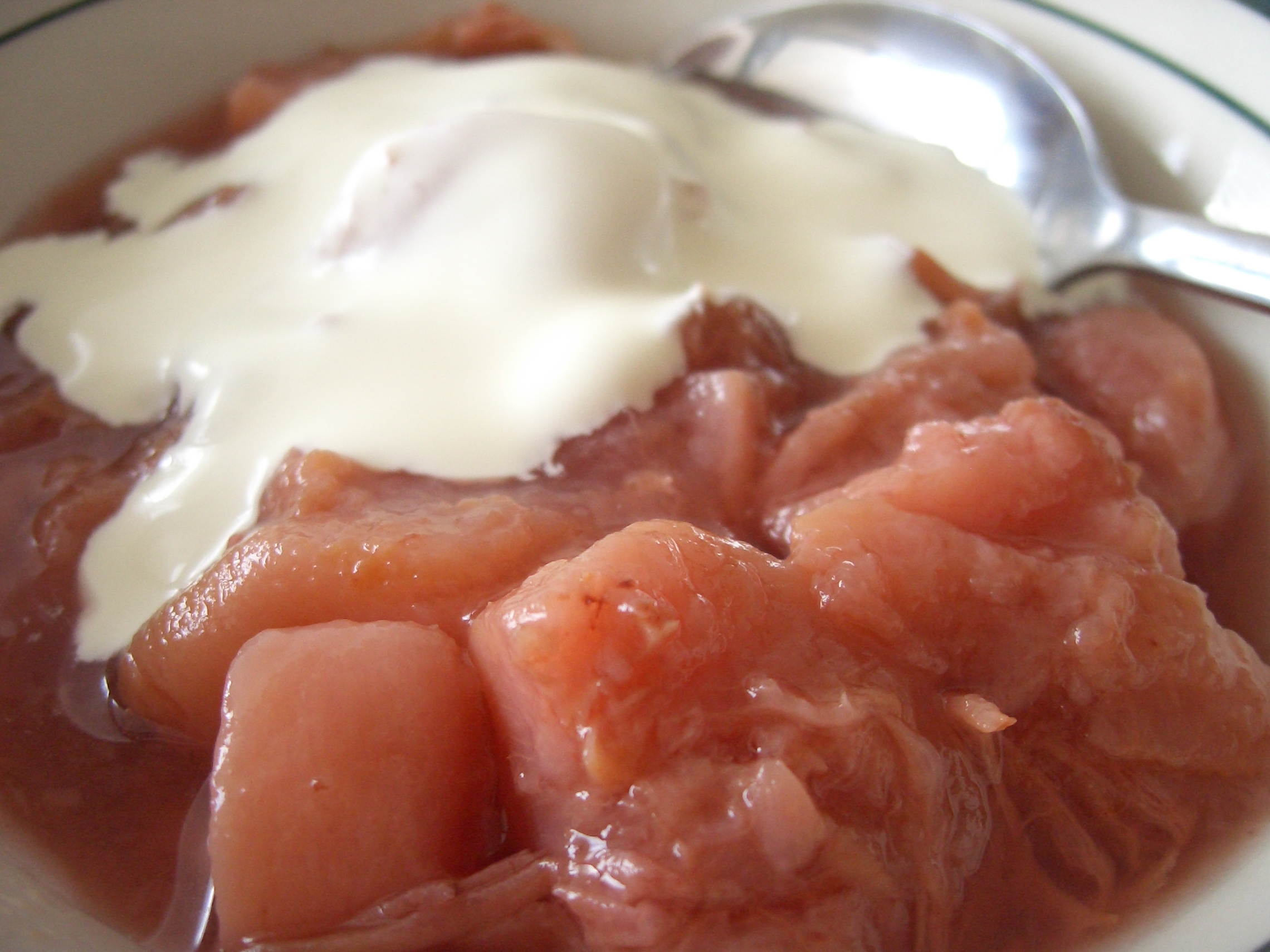

Smântâna este un produs lactat format din grăsimea ridicată la suprafața laptelui neomogenizat. Tradițional din aceasta se obține unt și frișcă.
În România, în comerț se găsește smântâna fermentată numitǎ și smântână de consum, se obține din lapte de vacă sau de bivoliță, nefiert, pus într-un vas la prins într-un loc răcoros și uscat. După câteva zile grăsimea din laptele prins se ridică la suprafață într-o pojghiță mai groasă sau mai subțire, în funcție de grăsimea laptelui. Această durată de câteva zile este scurtată în procesele industriale de obținere a smântânei prin fermentație și folosind centrifuge numite separatoare.

## Consum
Se folosește fie ca atare, unsă pe pâine, fie în adaosuri culinare, pentru dresul ciorbelor, în combinație cu brânză și mămăligă, la sarmale, la creme de prăjituri,  înghețate și glazuri, la diverse sosuri aducând o savoare foarte apreciată.